# Castetnau-Camblong
Castetnau-Camblong település Franciaországban, Pyrénées-Atlantiques megyében. Lakosainak száma 456 fő (2022. január 1.). Castetnau-Camblong Angous, Arrast-Larrebieu, Bastanès, Charre, Méritein, Navarrenx, Susmiou és Viellenave-de-Navarrenx községekkel határos.

## Népesség
A település népességének változása:
| Lakosok száma | 444  | 448  | 467  | 457  | 461  | 464  | 463  | 458  | 456  |
|               | 2013 | 2015 | 2016 | 2017 | 2018 | 2019 | 2020 | 2021 | 2022 |